# Islamski Emirat Afganistanu (1996–2001)
Islamski Emirat Afganistanu (paszto ‏د افغانستان اسلامي امارات‎) – nieuznawana na arenie międzynarodowej nazwa Afganistanu de facto pod rządami talibów w latach 1996–2001.

## Historia
W 1994 roku w Afganistanie pojawili się talibowie, czyli wspierani głównie przez Pakistan fundamentalistyczni, islamscy studenci, przeważnie narodowości pasztuńskiej, którzy bardzo szybko stali się znaczącą siłą. Rabbani i Hekmatjar porozumieli się na początku 1996 roku, ale nie powstrzymało to postępów talibów, którzy we wrześniu zdobyli Kabul i ogłosili się rządem Islamskiego Emiratu Afganistanu. Na jego czele stał mułła Mohammad Omar. Rząd talibów uznały tylko Pakistan, Arabia Saudyjska i Zjednoczone Emiraty Arabskie. Inne państwa, w tym Organizacja Narodów Zjednoczonych, uznawały za legalne władze prezydenta Burhanuddina Rabbaniego i jego rząd.
Na kontrolowanych przez siebie terenach talibowie wprowadzili surowe prawo oparte na szariacie i elementach pasztunwali, m.in. dyskryminujące zwłaszcza względem kobiet.
W następnych kilkunastu miesiącach talibowie zdobyli 90% terytorium Afganistanu, a jedynym liczącym się przeciwnikiem był już tylko wsławiony walkami z wojskami radzieckimi Ahmad Szah Masud ze swoją tadżycką armią. W tym czasie do Afganistanu przybył Osama bin Laden. W 1998 roku USA zażądały jego wydania za zamachy w Kenii i Tanzanii, lecz talibowie odmówili. W sierpniu 1998 na jeden z obozów należących do organizacji bin Ladena spadły amerykańskie pociski typu Tomahawk. W listopadzie 1999 roku ONZ nałożyła na Afganistan sankcje ekonomiczne, również żądając wydania bin Ladena. Sankcje wzmocniono w styczniu 2001 roku (m.in. zakazem sprzedaży broni do Afganistanu).
Talibowie zostali obaleni w październiku 2001 roku poprzez inwazję wojsk NATO (głównie amerykańskich), pod których protektoratem funkcjonowała Islamska Republika Afganistanu, a następnie powrócili do władzy w sierpniu 2021 roku, po wycofaniu się wojsk sprzymierzonych.

## Rząd
Celem Islamskiego Emiratu Afganistanu w latach 1996-2001 było zwrócenie porządku Abdura Rahmana Chana poprzez przywrócenie państwa z dominacją Pasztunów na obszarach północnych. Talibowie dążyli do ustanowienia rządu islamskiego poprzez prawo i porządek, przy jednoczesnej ścisłej interpretacji prawa islamskiego, zgodnie ze szkołą islamskiego orzecznictwa Hanafi i religijnym kierownictwem mułły Omara, na całym terytorium Afganistanu. Do 1998 r. talibowie kontrolowali 90% Afganistanu zgodnie z ich interpretacją szariatu.